# Johanna Kinkel
Johanna Kinkel (Bonn, 8 de julho de 1810 - Londres, 15 de novembro de 1858) foi uma escritora, musicista, compositora e revolucionária alemã do século XIX, que criava obras com uma ideologia política liberal, incentivando à luta para uma Alemanha unificada e democrática.

## Biografia
Nascida como Johanna Mockel, no dia 8 de julho de 1810, em Bonn. Filha de Marianna née Lamm e Peter Josef Mockel. Foi criada por sua mãe e sua avó para ser uma esposa do lar, como era o costume na época. Seu pai, vendo seu talento para a música, a matriculou em um curso de piano, tendo como seu instrutor Franz Anton Ries, que foi um dos instrutores de Beethoven. Em 1829, compôs sua primeira música, a Die Vogelkantate (A cantoria dos pássaros).
Casou-se em 1832, com Johann Paul Mathieux. Depois de 6 meses de casamento, se viu em um relacionamento abusivo, e decidiu retornar para a casa de seus pais. Em 1836, foi para Berlim para seguir com sua carreira musical. Se aprofundou nos estudos de música, tocou em salões e foi instrutora de música dos filhos de Bettina von Arnim. Em 1838, foi publicado seu primeiro álbum de músicas com as Op. 7 a 12, pela editora musical Trautwein, em Berlim. E a Op. 6 pela Kistner, em Leipzig. Após a apresentação de sua música Die Vogelkantate (A cantoria dos pássaros) no aniversário de Friedrich Carl von Savigny e de receber boas críticas, a Trautwein também publica Die Vogelkantate (A cantoria dos pássaros). Em 22 de maio de 1839, retornou à Bonn para formalizar seu divórcio com Mathieux, que seguiu um processo demorado, só oficialmente formalizado em 22 de maio de 1840. Neste mesmo ano, assumiu a direção da Bonner Gesangsverein (Sociedade de Canto de Bonn). Casou-se em 22 de maio de 1843, com Gottfried Kinkel, com quem teve 4 filhosː Gottfried junior, Johanna junior, Adelheid e Hermann. O casal criou o Der Maikäfer, eine Zeitschrift für Nichtphilister (O Besouro de Maio, uma revista para não-filisteus), e compartilhavam ideias de uma politica liberal a favor de uma Alemanha unificada e democrática. Vendo que a situação política se tornara urgente, dissolveram o Der Maikäfer (O Besouro de Maio). E em 6 de agosto de 1848, Gottfried assumiu o Bonner Zeitung (Jornal de Bonn), e neste mesmo ano, se juntou à companhia guerrilheira de Besançon. Em 1849, Gottfried foi condenado a prisão perpétua como preso político, e Johanna passou a ser a editora chefe da Bonner Zeitung (Jornal de Bonn). Neste período, passou a compor músicas com foco político. Sua composição Demokratenlied foi considerada um hino liberal, pela Sociedade Democrática de Bonn. Em 6 de novembro de 1850, seu marido conseguiu fugir. Johanna e seus filhos foram ao encontro de Gottfried, e viveram como exilados políticos em Londres. Durante o exilio, o casal foi constantemente atacado verbalmente por Karl Marx e pelos exilados alemães que exigiam ajuda e apoio. Gottfried, ainda envolvido com a política, viajou aos Estados Unidos. E Johanna permaneceu em Londres, onde escreveu o romance Hans Ibeles in London: ein Roman aus dem Flüchtling Leben (Hans Ibeles em Londres: um romance sobre a vida dos refugiados); fundou uma escola infantil de canto, com a qual sustentou a família; e também dava palestras musicológicas.
Johanna faleceu no dia 15 de novembro de 1858, em Londres, devido a uma queda da janela de seu quarto. Foi sepultada no cemitério de Woking; E na Alemanha, obituários noticiaram a sua morte.

## Musicografia
- 1852 - Músicas para crianças pequenas (Kindergesangschule)[5]
- 1844 - Seis canções para voz grave com acompanhamento de pianoforte - Op. 21[5]
- 1844 - Seis canções para alto ou barítono com acompanhamento de piano - Op. 19[5]
- 1843 - Seis canções para voz com Piano - Op. 18[5]
- 1844 - Seis canções para voz grave com acompanhamento de pianoforte - Op. 17[5]
- 1841 - Seis músicas para voz com acompanhamento de pianoforte - Op. 16[5]
- 1841 - Seis músicas para alto ou barítono com acompanhamento do pianoforte - Op. 15[5]
- 1840 - Hino em coena domini - Op. 14[5]
- 1840 - Dom Ramiro - Op. 13[5]
- 1840 - Três duetos para soprano e alto - Op. 11[5]
- 1839 - Seis músicas para voz com acompanhamento de pianoforte - Op. 10[5]
- 1839 - O Château de Boncourt - Op. 9[5]
- 1838 - Seis poemas de Emanuel Geibel - Op. 8[5]
- 1838 - Seis músicas para voz com acompanhamento de pianoforte - Op. 7[5]
- 1838 - Seis canções com acompanhamento do pianoforte - Op. 6[5]

## Demokratenlied
| Versão em alemão | Tradução para português |
| --- | --- |
| "Genug der Schmähung habt Ihr uns geboten, der Lüge und des Hohnes nur zu viel. Nicht schürten wir den Hass den blutig rothen, die Menschlichkeit war unsres Kampfes Ziel. Wer trägt des Blutes Zeichen am Gewande,wem sprüht der Bürgerhass aus gift’gem Blick. Wer küßt den Staub von eines Thrones Rande, und zittert vor dem Namen Republick. Und Ihr die mit der Fülle Eures Goldes, mit süssem Wein und süsser Schmeichelei jetzt kirrt die Knechte des Tyrannensoldes, es gilt auch Euch der Freiheit Racheschrei. Droht nur dem freien Mann mit Kerkermauern,wenn tückisch Ihr die Waffen erst geraubt;erfüllt der Mütter Herz mit Todesschauern, begehrt als Geißel unsrer Kinder Haupt. O Freiheit die der Arme sich erkoren, ob all sein Gut in Schutt und Trümmer sank.Dich grüssen wir, wenn nur zu unsern OhrenIm Tod der Name Republick erklang.Chorus: Schaut ob Ihr unser RechtUnd unsre Wehr zerbrecht.Heran, heran, heran Demokratie, dran auf die rothe Monarchie." | "Você nos ofereceu insultos suficientes, de mentiras e desprezo demais. Nós não atiçamos o ódio naquele vermelho sangrento, humanidade era o objetivo de nossa luta. Quem usa a marca de sangue em seu manto, cujos olhos venenosos brilham com ódio burguês. que beija a poeira da borda de um trono, e treme com o nome de República. E tu com a abundância do teu ouro, com vinho doce e doce lisonja agora os servos do salário do tirano tremem, o grito de vingança da liberdade também é para você. Ameace apenas o homem livre com os muros da prisão, se você traiçoeiramente roubou suas armas primeiro; enche o coração da mãe com tremores de morte, cobiçado como um flagelo das cabeças de nossos filhos. Ó liberdade que os pobres escolheram, se toda a sua propriedade afundasse em escombros e escombros. Nós o cumprimentamos, mesmo que apenas aos nossos ouvidos. Na morte, o nome República soou. Refrão: Veja se você tem nossos direitos E nossa defesa quebra. Vem, vem, vem Democracia, voltar para a monarquia vermelha." |